# 较大的市

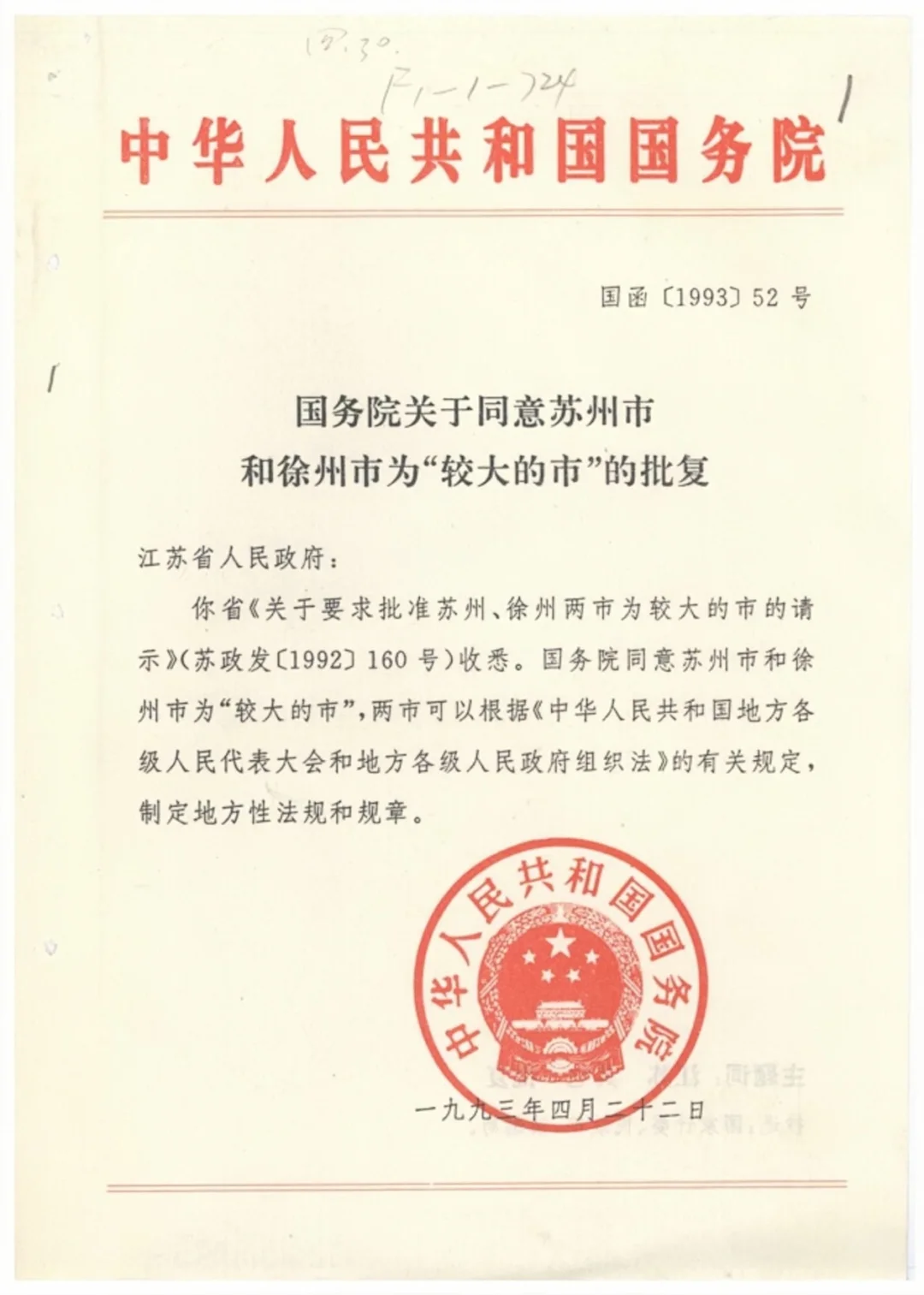
图为1993年4月22日中华人民共和国国务院依据《地方组织法》批准江苏省苏州市、徐州市为“较大的市”的批复。苏州市、徐州市既是设置市辖区的《宪法》意义上“较大的市”，又是《地方组织法》《立法法》意义上“经国务院批准的较大的市”。

较大的市，是中华人民共和国法律中的一个专有名词。分为以下两种概念：
- 广义上，即《宪法》上的“较大的市”[3]，是1954年《中华人民共和国宪法》引入的一个行政区划方面的概念[2]。此类“市”，依法可以设置市辖区[4]、县、自治县[5]。
- 狭义上，即《地方组织法》上的“经国务院批准的较大的市”（共18个[2]）及《立法法》上的“本法所称较大的市”（共49个[2]）[3][註 1]，是1982年《中华人民共和国地方各级人民代表大会和地方各级人民政府组织法》（以下简称“地方组织法”）及2000年《中华人民共和国立法法》相继引入的地方立法权方面的概念[2]，现已废止。此两类“市”，依法可以制定地方性法规、地方政府规章[6]。

以上两种概念都明确使用了“较大的市”这一词汇，但具体规定及其实际意义却相差很大。有观点认为，“较大的市”作为一个法律概念，非常值得商榷。“较大”是表示程度的形容词，用来修饰“市”，导致其内容的不确定性，不具有法律术语的规范性。这一法律名称确实可以提供弹性空间，使中央政府对地方权力的收放调控游刃有余，但这不符合法律术语语义精确无误、文字解释单一的要求，有必要进行规范。2015年《立法法》《地方组织法》修改后，拥有地方立法权的“市”范围扩展到所有“设区的市”（截至2025年，共有289个），原有的“经国务院批准的较大的市”及“本法所称较大的市”两个概念被废止，结束了历史使命。因此，目前仅前一种概念，即宪法上的“较大的市”概念还仍现行有效。

## 宪法上的“较大的市”
“较大的市”，是1954年《中华人民共和国宪法》引入的一个行政区划概念。宪法上的“较大的市”可以设置区、县、自治县。根据《宪法》第三十条的规定，市分为直辖市、设区的市、不设区的市3种，直辖市和“较大的市”分为区、县。就是说，宪法所规定的“较大的市”是除直辖市和县级市以外的“设区的市”。这是从行政区划角度来说的，不涉及对地方立法权的规定。
1954年通过的《中华人民共和国宪法》规定，“直辖市和较大的市分为区。”1959年9月17日，第二届全国人大常委会通过的《全国人民代表大会常务委员会关于直辖市和较大的市可以领导县自治县的决定》，规定直辖市、较大的市可以领导县、自治县，确立了“市管县”体制。1975年《宪法》对行政区域划分未作具体规定。1978年和现行的1982年《宪法》均规定“直辖市和较大的市分为区、县”。
现行《宪法》第八十九条规定，“国务院行使下列职权：……（十五）批准省、自治区、直辖市的区域划分，批准自治州、县、自治县、市的建置和区域划分”，国务院行使批准“市”的建置和区域划分的职权。

## 地方组织法上的“经国务院批准的较大的市”及立法法上的“本法所称较大的市”
“经国务院批准的较大的市”，是1982年—2015年期间，《地方组织法》所规定的一个概念。此概念是从享有地方立法权的角度而言的，不涉及行政区划的建置。根据当时的《地方组织法》，省、自治区的人民政府所在地的市和经国务院批准的较大的市具有地方立法权。
申报“经国务院批准的较大的市”的一般程序为，拟申报的地级市政府向省政府请示，省政府同意后转报国务院；然后由原国务院法制办公室派人到申报的城市作实地考核。 国务院批准“较大的市”，一般会依据地方经济总量、人口总量、城市规模、地方特色等指标。
2000年7月1日《立法法》施行后，具有地方立法权的“市”范围扩展到“经济特区所在地的市”，并相应创设“本法所称较大的市”这一法律概念。在当时，这两类“较大的市”享有立法权，可以制定一些适合地方经济发展的规范性文件，以此针对性地调节经济发展过程中的矛盾，一定程度上保障地方的自主性改革，同时提高政府的工作效率。同时，当地人大有权在不抵触法律、行政法规的前提下，自主创设新的行政许可事项。
2015年《立法法》《地方组织法》修改后，具有地方立法权的“市”范围再次扩展到全部“设区的市”。“经国务院批准的较大的市”“本法所称较大的市”两种概念均被废止，结束了历史使命。

### 沿革
1982年，第五届全国人民代表大会修改《地方组织法》时引入了“经国务院批准的较大的市”概念，规定“省、自治区的人民政府所在地的市和经国务院批准的较大的市”的人民代表大会常务委员会，可以拟订地方性法规草案，但需经省级人大常委会批准实施；此类“市”的人民政府，可以制定规章，无需报经批准就可以直接施行。据此，“经国务院批准的较大的市”拥有了地方立法权。
1984年12月15日，中华人民共和国国务院根据《地方组织法》中关于经国务院批准的较大的市拥有地方立法权的规定，批准唐山市、大同市等13个市为“经国务院批准的较大的市”。这些市的人民代表大会常务委员会依法可以拟订本市需要的地方性法规草案。后又相继在1988年3月5日批准宁波市，1992年7月25日批准淄博市、邯郸市和本溪市等3个市，1993年4月22日批准苏州市和徐州市等2个市为较大的市。1997年重庆市升格为直辖市。此后，“经国务院批准的较大的市”数量维持18个。
2000年7月1日，《中华人民共和国立法法》正式施行，对《地方组织法》相关规定进行了继承，仍旧规定了较大的市的地方立法权。根据当时的《立法法》，“本法所称较大的市”的人民代表大会及其常务委员会可以制定地方性法规，报省、自治区的人民代表大会常务委员会批准后施行。“本法所称较大的市”的范围，根据《立法法》第六十三条第四款的规定，是指省、自治区的人民政府所在地的市，经济特区所在地的市和经国务院批准的较大的市。一般认为，这包括27个省会和首府城市、4个经济特区城市（深圳市、珠海市、汕头市、厦门市）以及18个“经国务院批准的较大的市”，共49个城市。有学者认为，设置“经国务院批准的较大的市”及“本法所称较大的市”制度，初衷主要是解决地方政府的政治地位，其中最实际的就是立法权。此类城市享有立法权，可以制定一些适合地方经济发展的规范性文件，以此针对性地调节经济发展过程中的矛盾，一定程度上保障地方的自主性改革，同时提高政府的工作效率。
原国家行政学院教授杨小军认为，“经国务院批准的较大的市”的操作标准从来就没有公布过，只是作为一种工作标准。以前，获批的城市主要是中国北方的一些重工业城市，过分看重城市的大小，而且人口计算依然沿用计划经济年代“吃商品粮”的方法来统计，不适应市场经济的发展现状。1994年后，国务院再没有批准任何地方为“经国务院批准的较大的市”，由于成为“经国务院批准的较大的市”意味着可以享有地方立法权，进而可以设立地方处罚标准。因此21世纪初，许多在当时发展比较迅速的城市纷纷积极申请。就申请成为“经国务院批准的较大的市”投入力量较大的有南阳市、温州市、佛山市、东莞市、南通市、泉州市等。
2013年，中共十八届三中全会通过《中共中央关于全面深化改革若干重大问题的决定》，提出“逐步增加有地方立法权的较大的市数量”。2015年3月15日，全国人大常委会通过修订的《立法法》，原第六十三条第四款被删除，“较大的市”的表述修改为“设区的市”。2015年8月29日，全国人大常委会对《地方组织法》也进行了相应修改，使现行《立法法》与《地方组织法》在地方立法权的概念上取得了一致。此外，新的《立法法》规定任何设区的市在一定的步骤之后都可以制定地方法规，并改“国务院批准”为“国务院备案”，将审批主动权下放到省级人大常委会。从而在事实上终结了“经国务院批准的较大的市”及“本法所称较大的市”制度。

### “本法所称较大的市”名单
省、自治区的人民政府所在地的市
- 太原市
- 沈阳市
- 长春市
- 南京市
- 杭州市
- 合肥市
- 福州市
- 南昌市
- 济南市
- 郑州市
- 武汉市
- 长沙市
- 广州市
- 南宁市
- 海口市
- 成都市
- 昆明市
- 贵阳市
- 拉萨市
- 西安市
- 兰州市
- 西宁市
- 银川市
- 石家庄市
- 哈尔滨市
- 呼和浩特市
- 乌鲁木齐市

经济特区所在地的市
- 深圳市
- 珠海市
- 汕头市
- 厦门市

“经国务院批准的较大的市”
- 唐山市
- 大同市
- 包头市
- 大连市
- 鞍山市
- 抚顺市
- 吉林市
- 齐齐哈尔市
- 青岛市
- 无锡市
- 淮南市
- 洛阳市
- 重庆市[註 7]
- 宁波市
- 淄博市
- 邯郸市
- 本溪市
- 苏州市
- 徐州市